# Stenellipsis ochreoapicalis
Stenellipsis ochreoapicalis är en skalbaggsart som beskrevs av Stefan von Breuning 1943. Stenellipsis ochreoapicalis ingår i släktet Stenellipsis och familjen långhorningar. Inga underarter finns listade i Catalogue of Life.